# Synjawa (Bila Zerkwa)
Synjawa (ukrainisch Синява; Синява Sinjawa) ist ein Dorf im Süden der ukrainischen Oblast Kiew mit etwa 3600 Einwohnern (2001).

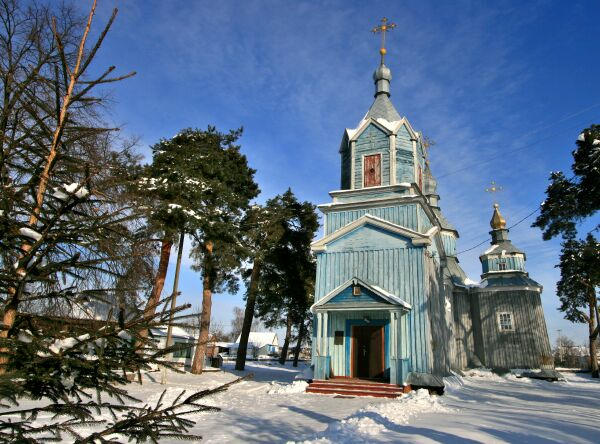
Denkmalgeschützte Holzkirche im Dorf

Synjawa liegt am Ufer des Ros 5 km südlich vom ehemaligen Rajonzentrum Rokytne und etwa 105 km südlich von Kiew. Durch das Dorf verläuft die Territorialstraße T–10–17.
Am 12. Juni 2020 wurde das Dorf ein Teil der neugegründeten Siedlungsgemeinde Rokytne, bis dahin bildete es die gleichnamige Landratsgemeinde Synjawa (Синявська сільська рада/Synjawska silska rada) im Süden des Rajons Rokytne.
Am 17. Juli 2020 kam es im Zuge einer großen Rajonsreform zum Anschluss des Rajonsgebietes an den Rajon Bila Zerkwa.